# Chihuahuana
Chihuahuana là một chi thực vật có hoa trong họ Cúc (Asteraceae).

## Loài
Chi Chihuahuana gồm các loài: